# Axysta cesta
Axysta cesta är en tvåvingeart som först beskrevs av Alexander Henry Haliday 1833.  Axysta cesta ingår i släktet Axysta och familjen vattenflugor. Arten är reproducerande i Sverige. Inga underarter finns listade i Catalogue of Life.